# Герцог де Сен-Фаржо
Герцог де Сен-Фаржо (фр. duc de Saint-Fargeau) — французский дворянский титул.

## История
Городок Сен-Фаржо в области Пюизе в долине Луары в Орлеанском губернаторстве, конфискованный у казначея Карла VII Жака Кёра, был передан великому магистру Франции Антуану де Шабанну, графу де Даммартену. Внучка графа де Даммартена Антуанетта де Шабанн принесла эту сеньорию в приданое сенешалю Мена Рене Анжуйскому, сеньору де Мезьеру. В феврале 1541 сеньория Сен-Фаржо была возведена в ранг графства для их сына Никола Анжуйского, маркиза де Мезьера, которому наследовала дочь от брака с Габриелью де Марёй Рене Анжуйская, маркиза де Мезьер. В 1566 году она вышла замуж за Франсуа де Бурбона, герцога де Монпансье, дофина Овернского, в пользу которого Сен-Фаржо было возведено в ранг герцогства-пэрии жалованной грамотой, данной в Париже в апреле 1575 и зарегистрированной парламентом 28 марта 1576. Франсуа принес в парламенте присягу в качестве пэра Франции 6 июня 1580. Его единственному сыну Анри, герцогу де Монпансье и Сен-Фаржо, наследовала дочь от брака с герцогиней Генриеттой-Катрин де Жуайёз Мари де Бурбон и пэрия была упразднена.
Мари а 1620 году принесла Сен-Фаржо в приданое Гастону Орлеанскому. Единственная дочь от этого брака Анн-Мари-Луиза Орлеанская, герцогиня де Монпансье и Сен-Фаржо жалованной грамотой, данной в июне 1661 и зарегистрированной парламентом 11 мая 1663 добилась отделения земли Шарни от герцогства Сен-Фаржо, а 27 февраля 1685 завещала само герцогство своему тайному мужу Антонену Номпару де Комону, графу, позднее герцогу де Лозёну. Тот в 1714 году продал Сен-Фаржо крупному финансисту, казначею штатов Лангедока Антуану Кроза, маркизу дю Шателю, который перепродал эту сеньорию в 1715 году Мишелю-Роберу Лепеллетье де Фору, генеральному контролеру финансов, потомки которого титуловались графами, затем маркизами де Сен-Фаржо. Последний маркиз де Сен-Фаржо Луи-Мишель Лепеллетье был убит в 1793 году, его дочь Сюзанна-Луиза Лепеллетье (1782—1829) вышла замуж за Леона Лепеллетье де Мортфонтена (1771—1814); потомки от этого брака ныне владеют замком Сен-Фаржо.

## Сеньоры де Сен-Фаржо
- 1453 — 1488 — Антуан де Шабанн (1408—1488), граф де Даммартен
- 1488 — 1503 — Жан де Шабанн (ум. 1503), граф де Даммартен
- 1503 — 1527 — Антуанетта де Шабанн (ум. 1527)
- 1515 — 1521 — Рене д'Анжу (ум. 1521), барон де Мезьер-ан-Бренн
- 1521 — 1541 — Никола д'Анжу (1518—1568), барон, затем маркиз де Мезьер-ан-Бренн

## Графы де Сен-Фаржо
- 1541 — 1568 — Никола д'Анжу (1518—1568)
- 1568 — 1575 — Рене д'Анжу (1550—1597)
- 1568 — 1575 — Франсуа де Бурбон (1542—1592)

## Герцоги де Сен-Фаржо
- 1575 — 1592 — Франсуа де Бурбон (1542—1592)
- 1592 — 1608 — Анри де Бурбон (1573—1608)
- 1608 — 1627 — Мари де Бурбон (1605—1627)
- 1620 — 1660 — Гастон Орлеанский (1608—1660)
- 1660 — 1693 — Анн-Мари-Луиза Орлеанская (1627—1693)
- 1693 — 1714 — Антонен Номпар де Комон (1633—1723), герцог де Лозён

## Сеньоры, графы и маркизы де Сен-Фаржо
- 1714 — 1715 — Антуан Кроза, маркиз дю Шатель (ок. 1655—1738)
- 1715 — 1740 — Мишель-Робер Лепеллетье де Фор (1675—1740)
- 1740 — ? — Анн-Луи-Мишель Лепеллетье де Сен-Фаржо (1713—?)
- ? — 1778 — Мишель-Этьен Лепеллетье де Сен-Фаржо (1736—1778)
- 1778 — 1793 — Луи-Мишель Лепеллетье де Сен-Фаржо (1760—1793)